# Yannick Gerhardt
Yannick Gerhardt (Würselen, 13 maart 1994) is een Duits voetballer die doorgaans als centrale middenvelder speelt. Hij verruilde FC Köln in juli 2016 voor VfL Wolfsburg. Gerhardt debuteerde in 2016 in het Duits voetbalelftal.

## Clubcarrière
Gerhardt komt uit de jeugdopleiding van FC Köln. Hij debuteerde op 20 juli 2013 voor FC Köln in de Bundesliga tegen Dynamo Dresden. Op 1 september 2013 scoorde hij zijn eerste profdoelpunt voor FC Köln tegen Erzgebirge Aue. Onder leiding van de Oostenrijkse trainer-coach Peter Stöger won hij in het seizoen 2013/14 met 1. FC Köln de titel in de 2. Bundesliga, waardoor de club terugkeerde in de hoogste afdeling van het Duitse voetbal, de Bundesliga.

## Interlandcarrière
Gerhardt speelde drie interlands voor Duitsland -18 en dertien interlands voor Duitsland -19. Hij debuteerde in 2013 in Duitsland -20.

## Erelijst
| Kampioen 2. Bundesliga | 1x | 2013/14 |

1 Grabara ·
2 Fischer ·
3 Bornauw ·
4 Koulierakis ·
5 Zesiger ·
6 Vranckx ·
9 Amoura ·
10 Nmecha ·
11 Tomás ·
12 Pervan ·
13 Rogério ·
14 Białek ·
16 Kamiński ·
17 Behrens ·
18 Vavro ·
19 Majer ·
20 Baku ·
21 Mæhle ·
22 Angely ·
23 Wind ·
24 Dárdai ·
27 Arnold  ·
29 Müller ·
30 Klinger ·
31 Gerhardt ·
32 Svanberg ·
39 Wimmer ·
40 Paredes ·
Coach: Hasenhüttl